# John D. Hess
John D. Hess, född 17 april 1918 i Chicago i Illinois, död 15 april 2004 i New Hope i Pennsylvania, var en amerikansk manusförfattare och filmproducent.

## Filmografi i urval
- 1960 – De sista stegen (manus och produktion)
- 1964 – Espionage (TV-serie) (manus, ett avsnitt)
- 1974–1977 – M*A*S*H (TV-serie) (manus, 3 avsnitt)